# 巴拉紹韋 (弗倫濟夫卡區)
47°22′49″N 29°44′57″E / 47.38028°N 29.74917°E
巴拉紹韋（烏克蘭語：Балашове）是位於烏克蘭西南部的村莊，由敖德萨州羅茲季利納區的扎哈里夫卡市鎮負責管轄。該村始建於1791年，面積0.4平方公里，海拔高度73米，2001年人口119，人口密度每平方公里297.5人。